# Palacio de Artieda (Navarra)
El Palacio de Artieda es un edificio residencial señorial, palacio cabo de armería, ubicado en Artieda (Navarra), (España) construido en el siglo XV de estilo tardogótico. Por su estructura y fisonomía guarda gran parecido con otros palacios navarros como el de Arazuri y es «uno de los ejemplos más característicos de Navarra de residencia gótica fortificada».

Escudo de Artieda: Burelado de oro y azul, de doce piezas; bordura de plata.

## Contexto geográfico
Está emplazado en un extremo del concejo de Artieda, en el valle de Urraúl Bajo, dentro de la histórica merindad de Sangüesa.

## Contexto histórico
Se sabe que un Carlos de Artieda, señor de Orcoyen, fue uno de los caballeros que liberaron a Carlos II de Navarra de la prisión de Arleux en 1357. Juan Martínez de Úriz era señor del palacio de Úriz en 1432 y fue nombrado caballero por Carlos, príncipe de Viana, en 1453. Fue uno de los más destacados beaumonteses durante en las guerras civiles de aquellos años.
En 1513, la casa aparece entre las parcelas nobles eximidas de pagar cuarteles. Su propietario, el capitán Lope de Esparza y Artieda, recibe en 1537 un acostamiento de 50.000 maravedíes por los servicios prestados al rey de España en Italia, Frandes y Portugal; su hermano era el «capitán Francisco de Esparza y Artieda, teniente del castillo de San Telmo de Nápoles». En 1550 trajo de Flandes ocho magníficos tapices para decorar las salas. 
En 1726 pertenecía al marqués de Vesolla –título creado en 1702 por José Elío Ayanz– y éste pidió ocuparse de sus propiedades adicionales. 
Según el Libro de Armería del Reino de Navarra, en el siglo XVI, el escudo era dorado, con cinco buriles azules; de plata, en otros armarios de gules. Con ligeras variaciones, Ochoa Pérez de Artieda, alcaide del castillo de Guerga en 1375, portaba estas armas.

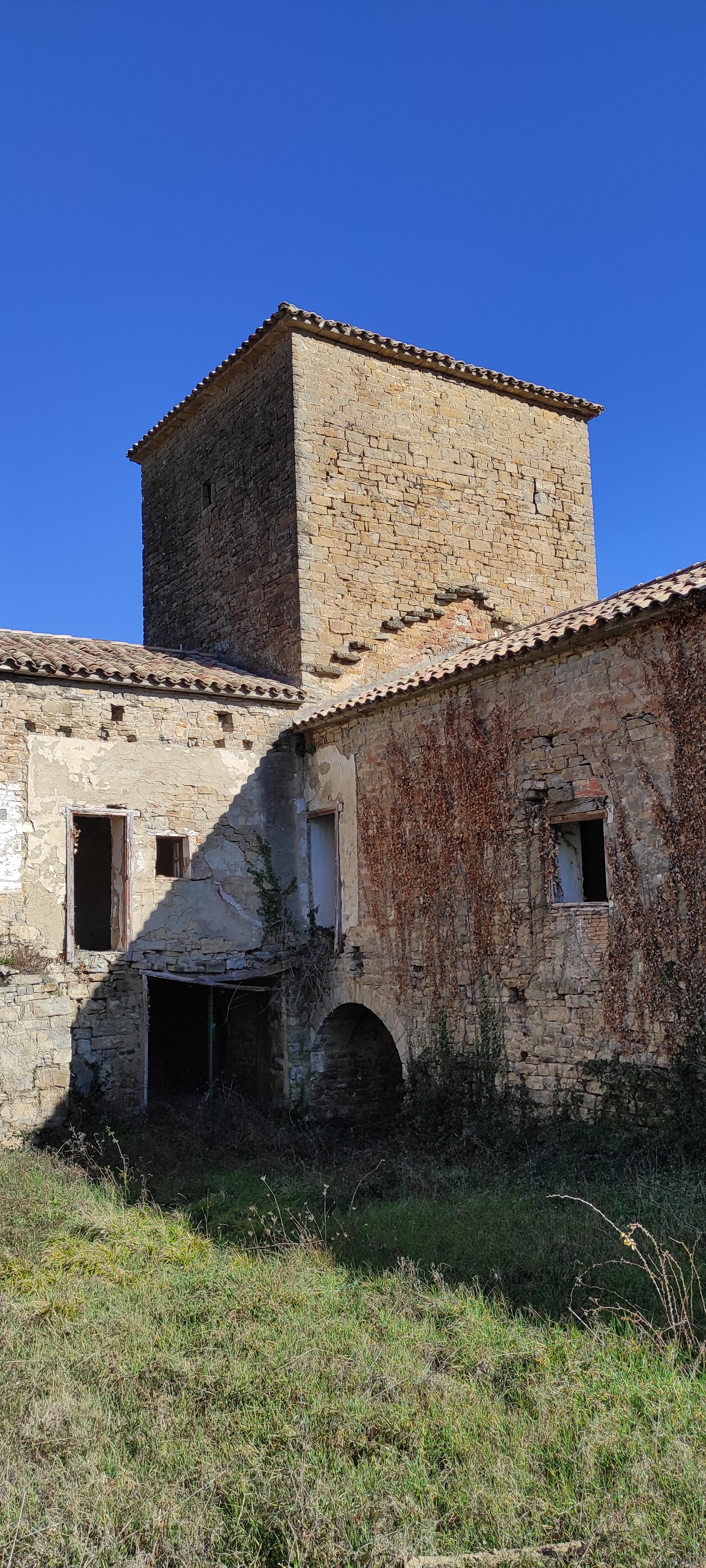
El palacio de Artieda

## Descripción
Es un palacio fortificado articulado en torno a un gran patio central, a modo de patio de armas, al cual daban las distintas dependencias. Sus torres han preservado su aspecto guerrero, y se presentan en sendas esquinas contrapuestas, aunque probablemente tuvo otras dos torres en las esquinas restantes. Además, «dos de sus lienzos han sido rebajados respecto a su altura primitiva.»

El Palacio de Artieda
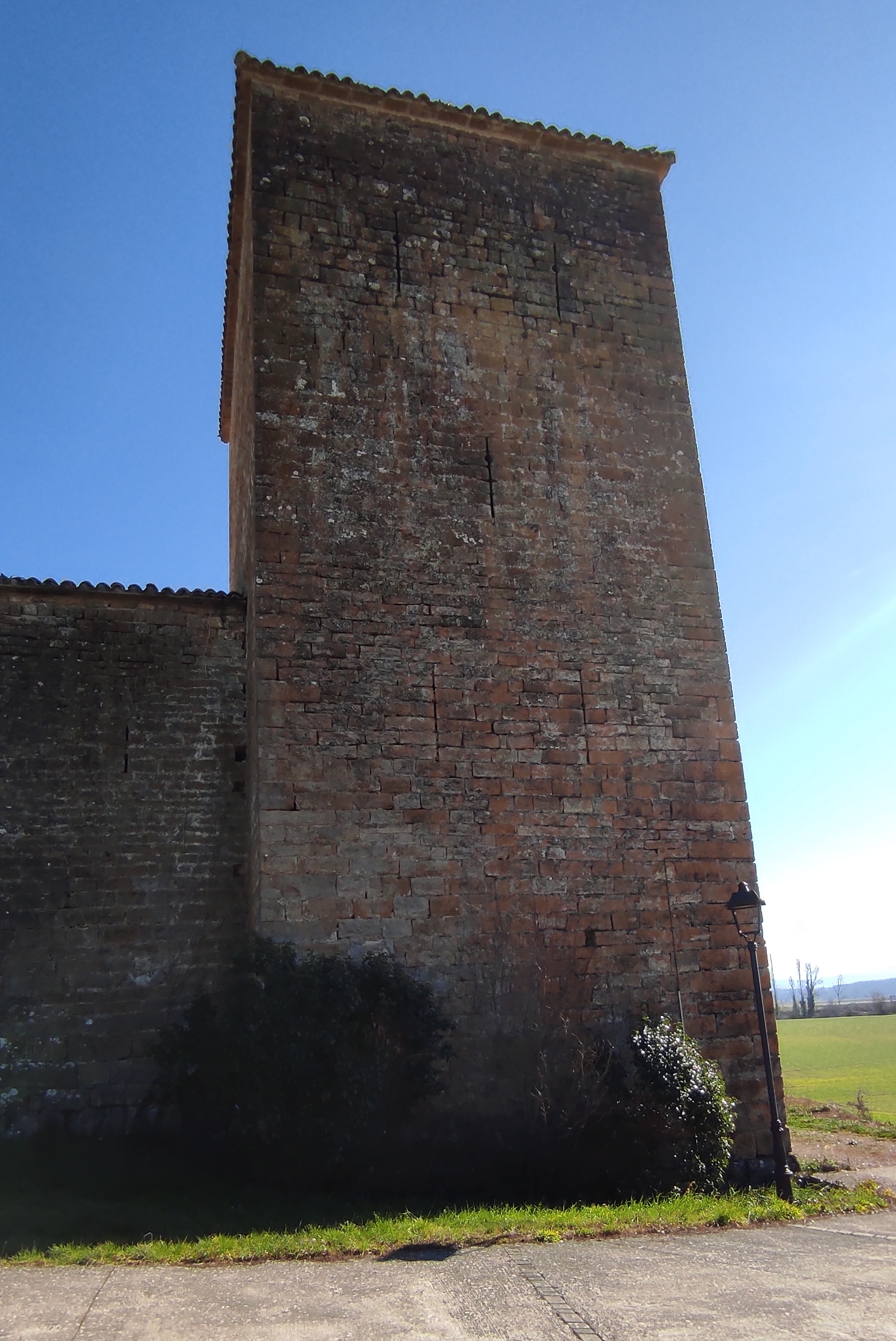
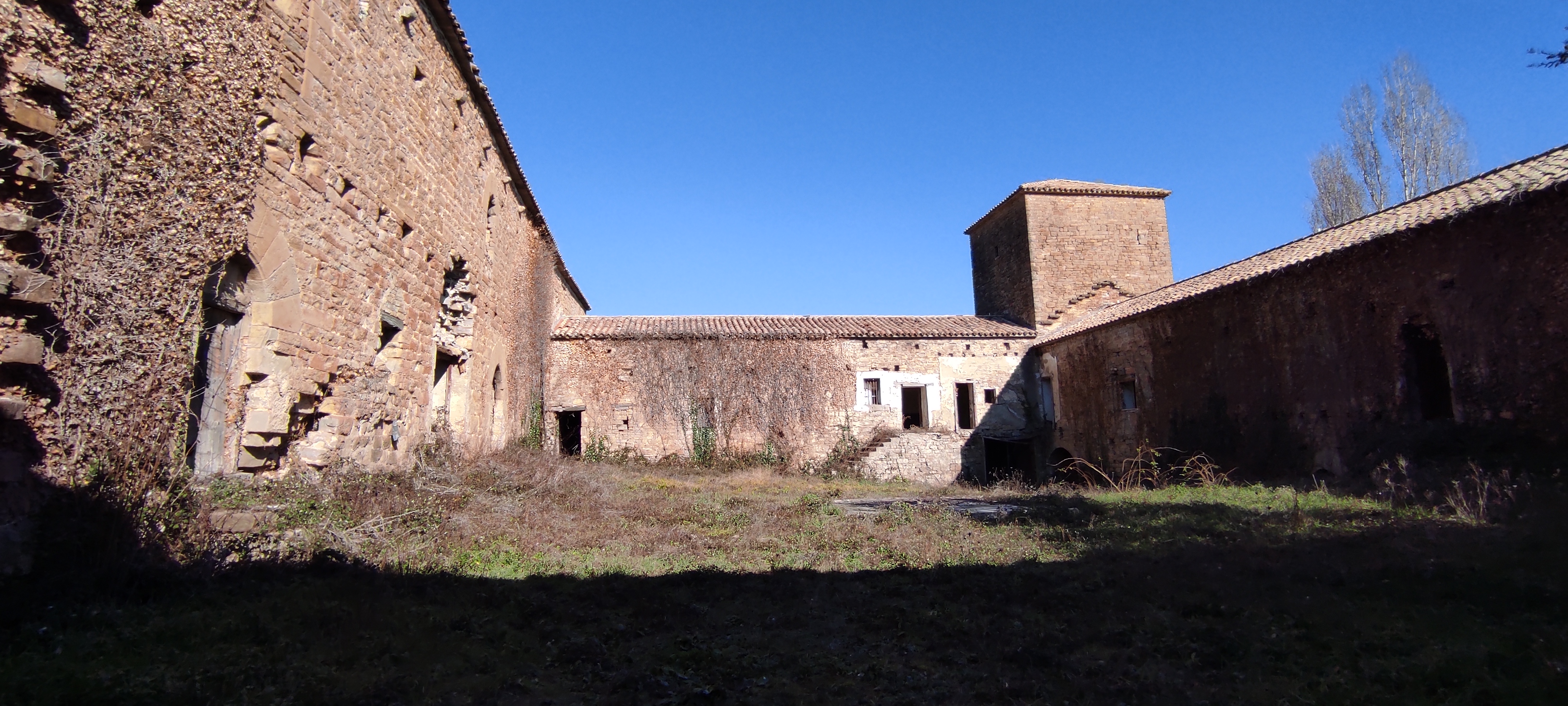
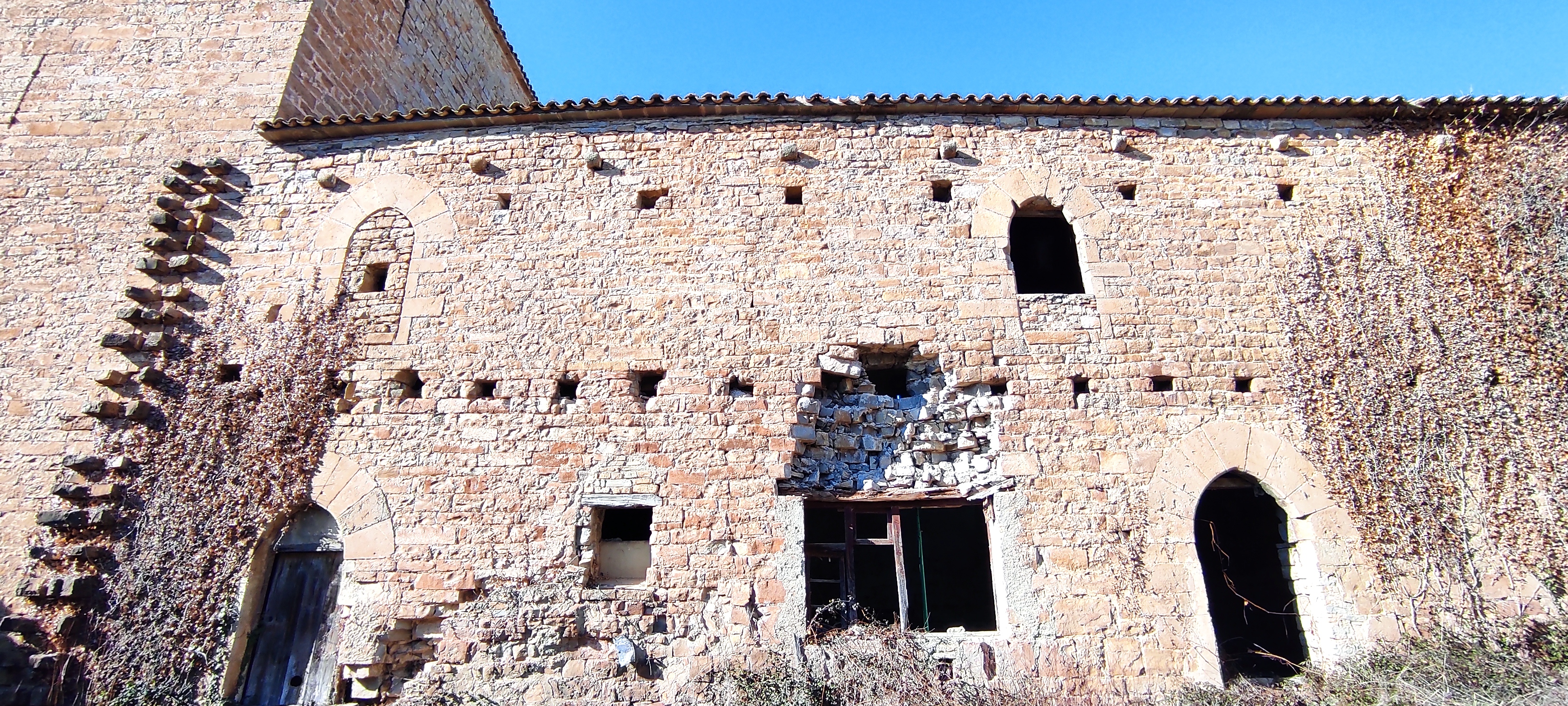
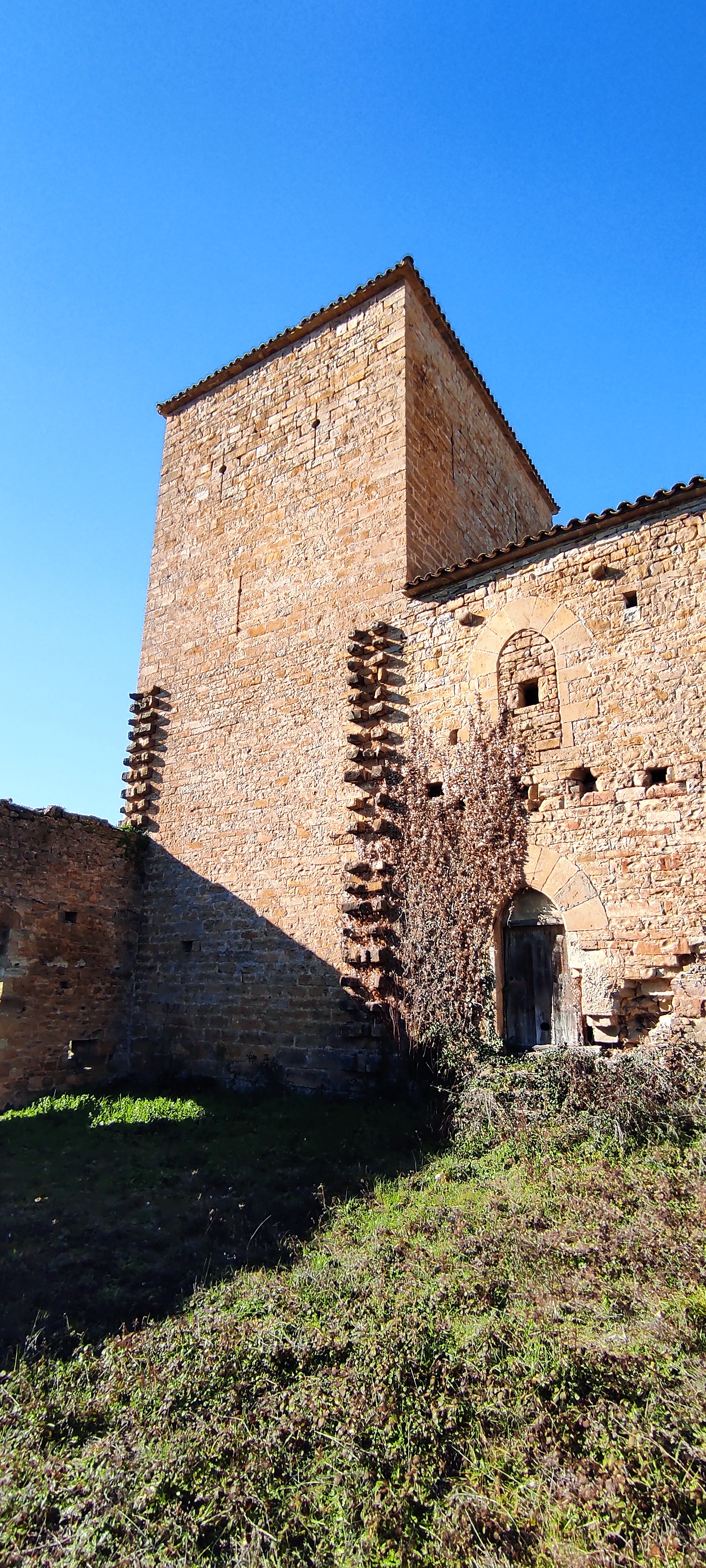
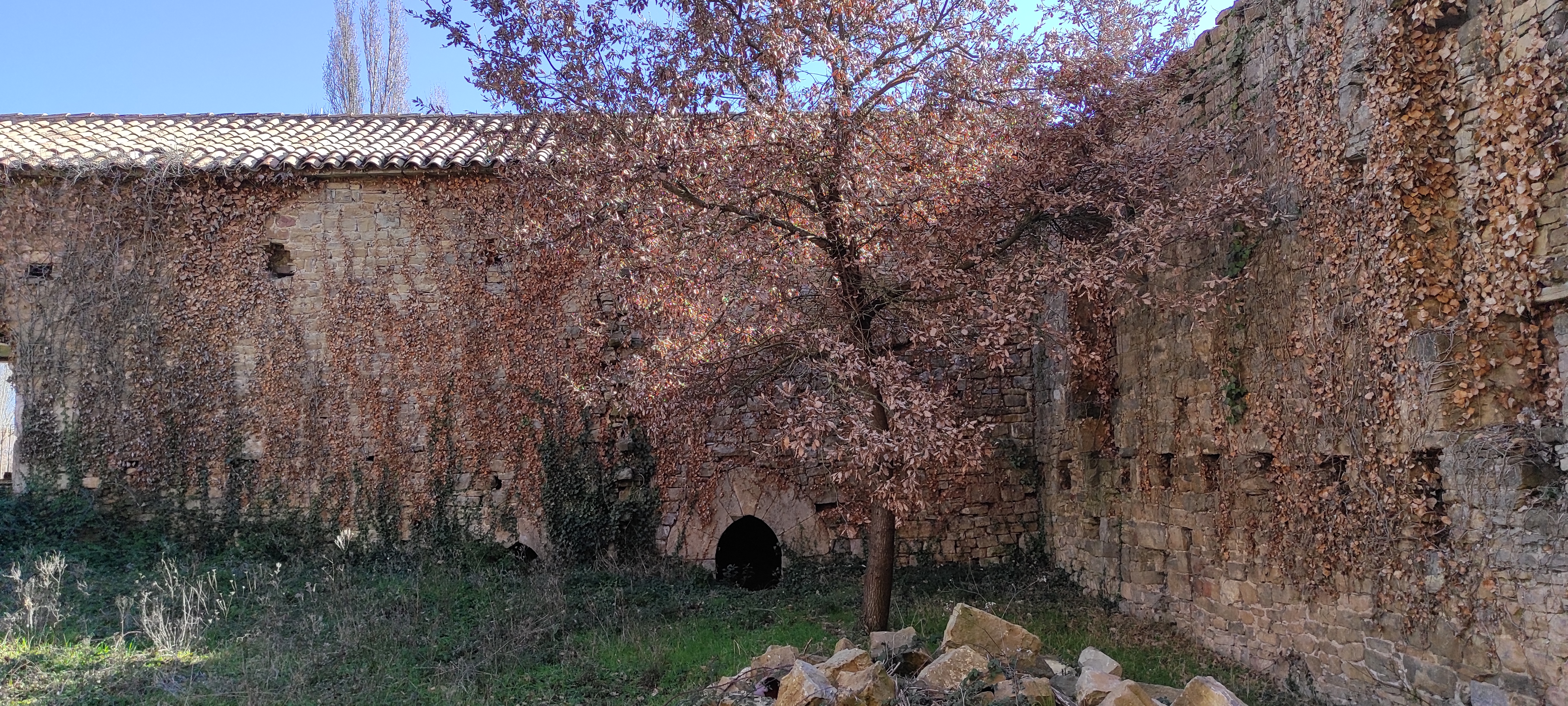
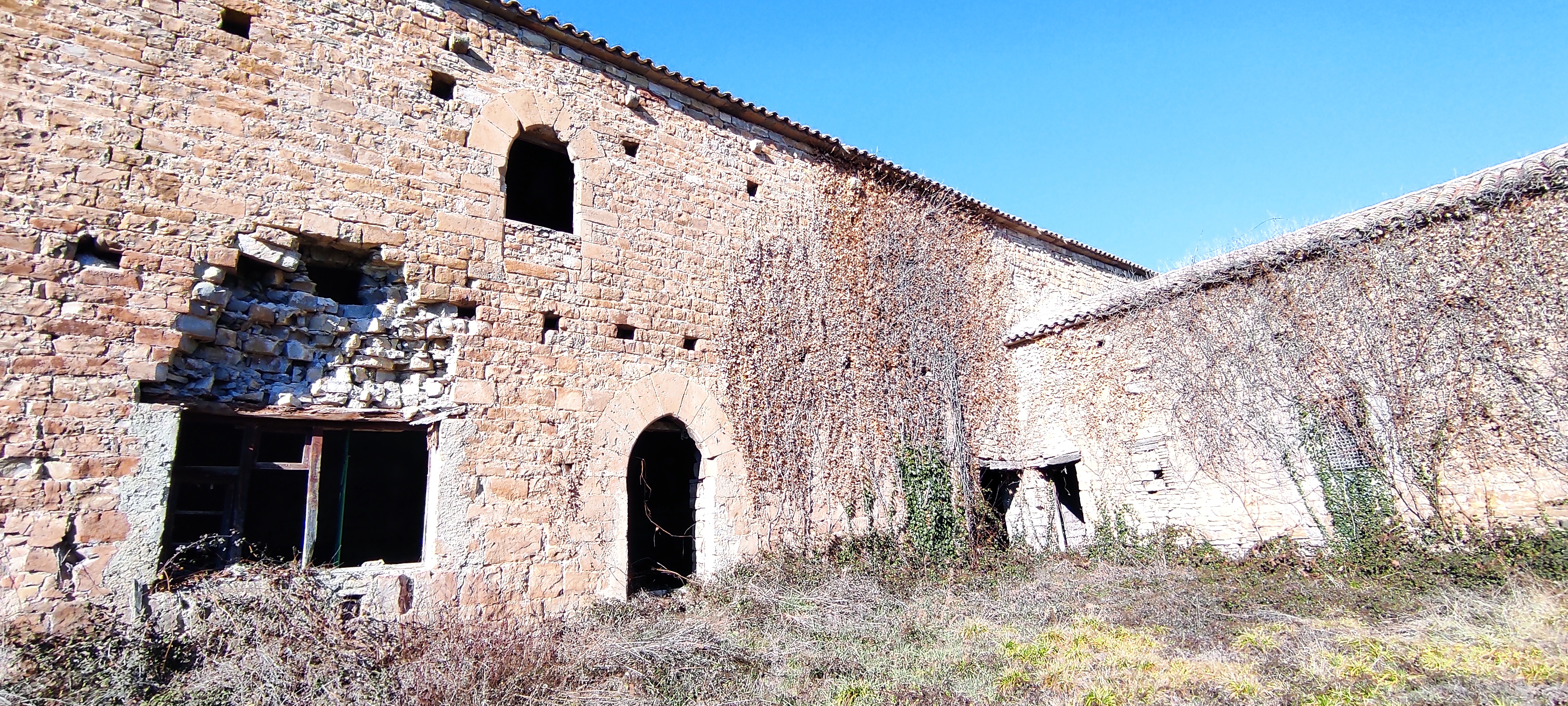
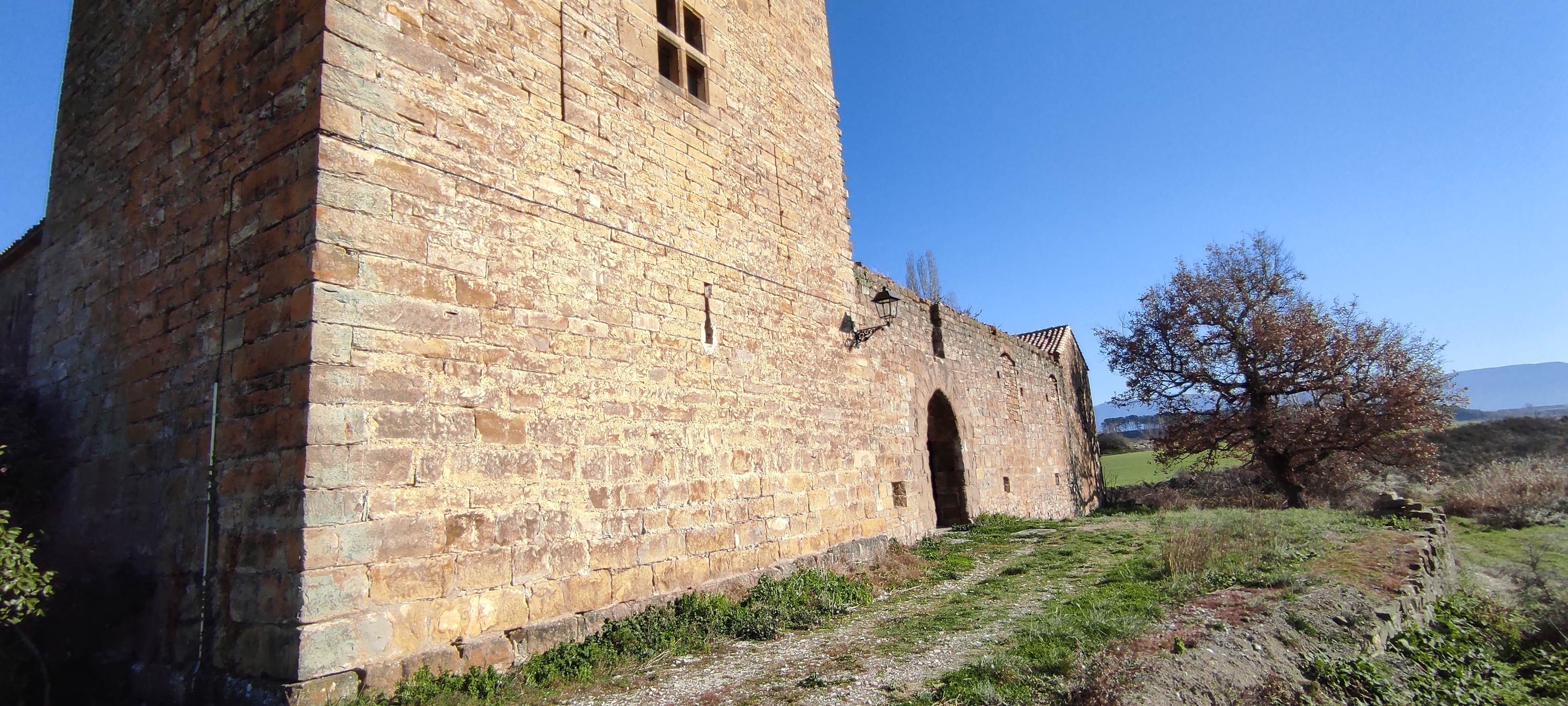
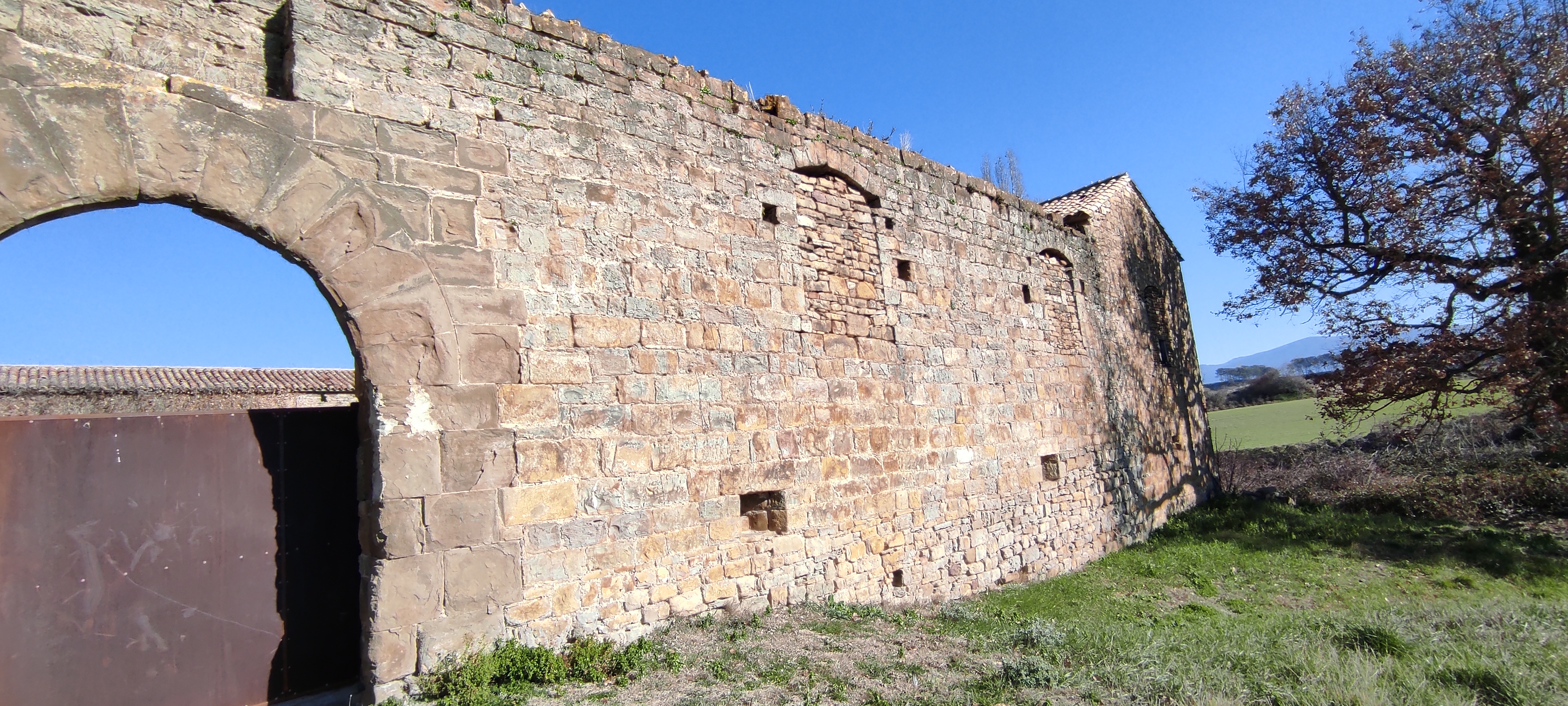